# Андернахские шахматы
Андернахские шахматы — вариант шахмат, в котором фигура (кроме короля) берущая другую фигуру, меняет цвет. Например, если белый слон на a2 берет черного коня на g8, конечным результатом будет черный слон на g8. Ходы без взятия — такие же, как в обычных шахматах. Если пешка берет фигуру на восьмой горизонтали, она сначала превращается в фигуру, а только потом меняет цвет.
Игра названа в честь немецкого города Андернах, который является местом ежегодных встреч энтузиастов сказочных шахмат. На встрече 1993 года задача с андернахскими шахматами появилась в турнире по шахматной композиции. С тех пор это популярный композиционный, но еще не игровой вариант шахмат.

## Пример задачи
|   | a               | b               | c               | d               | e                | f               | g               | h               |   |  |
| 8 | a8 чёрная ладья | b8 чёрный конь  | c8 чёрный слон  | d8 чёрный ферзь | e8 чёрный король | f8 чёрный слон  | g8 чёрный конь  | h8 чёрная ладья | 8 |  |
| 7 | a7 чёрная пешка | b7 чёрная пешка | c7 чёрная пешка | d7              | e7 чёрная пешка  | f7 чёрная пешка | g7 чёрная пешка | h7 чёрная пешка | 7 |  |
| 6 | a6              | b6              | c6              | d6              | e6               | f6              | g6              | h6              | 6 |  |
| 5 | a5              | b5              | c5              | d5              | e5               | f5              | g5              | h5              | 5 |  |
| 4 | a4              | b4              | c4              | d4              | e4               | f4              | g4              | h4              | 4 |  |
| 3 | a3              | b3              | c3              | d3              | e3               | f3              | g3              | h3              | 3 |  |
| 2 | a2 белая пешка  | b2 белая пешка  | c2 белая пешка  | d2 белая пешка  | e2 белая пешка   | f2 белая пешка  | g2 белая пешка  | h2 белая пешка  | 2 |  |
| 1 | a1 белая ладья  | b1 белый конь   | c1 белый слон   | d1 белый ферзь  | e1 белый король  | f1 белый слон   | g1              | h1 белая ладья  | 1 |  |
|   | a               | b               | c               | d               | e                | f               | g               | h               |   |  |

Слева показан пример ретроаналитической задачи, использующей правила Андернахских шахмат.
Требуется найти игру, в результате которой из начальной расстановки фигур за три хода получится указанная позиция.
Решение: 1.Кf3 Кс6 2.Ке5 К:e5(=перемена цвета)

Чёрный конь превращается в белого после взятия на е5. Белые теперь могут ходить этим конём.

3.К:d7(=перемена цвета) (на этот раз белый конь превращается в чёрного) 3...Кb8 (см. диаграмму).

## Варианты
Предшественником андернахских шахмат были тибетские шахматы, в которых чёрная фигура (лама) меняет цвет, когда берёт белую фигуру другого типа. Как и в андернахских шахматах короля брать нельзя. Например, если черная пешка c d7 берет белого ферзя на c6, она становится белой пешкой и играет за белых уже со следующего хода. Эта игра не имеет ничего общего с чандраки, тибетским вариантом шахмат.
Имеется также вариант анти-Андернах, в котором все фигуры, кроме королей, меняют цвет, если никого не взяли, и не меняют цвет после взятия. Имеется также супер-Андернах, в котором все фигуры, кроме королей, меняют цвет после каждого хода независимо от взятия. Супер-Андернах был представлен Джоном Райсом в The Problemist Supplement в марте 2006 г.